# Berlin Open
Il Berlin Open è stato un torneo di tennis facente parte del Grand Prix giocato nel 1973 e dal 1976 al 1979 a Berlino in Germania su campi in terra rossa.

## Albo d'oro

### Singolare
| Anno      | Vincitore           | Finalista           | Punteggio               |
| --------- | ------------------- | ------------------- | ----------------------- |
| 1973      | Hans-Jürgen Pohmann | Karl Meiler         | 6–3, 3–6, 6–3, 6–3      |
| 1974-1975 | Non disputato       |                     |                         |
| 1976      | Víctor Pecci        | Hans-Jürgen Pohmann | 6–1, 6–2, 5–7, 6–3      |
| 1977      | Paolo Bertolucci    | Jiří Hřebec         | 6–4, 5–7, 4–6, 6–2, 6–4 |
| 1978      | Vladimír Zedník     | Frew McMillan       | 6–4, 7–5, 6–2           |
| 1979      | Peter McNamara      | Patrice Dominguez   | 6–4, 6–0, 6–7, 6–2      |

### Doppio
| Anno      | Vincitori                          | Finalisti                                                              | Punteggio            |
| --------- | ---------------------------------- | ---------------------------------------------------------------------- | -------------------- |
| 1973-1975 | Non disputato                      |                                                                        |                      |
| 1976      | Patricio Cornejo Julien Munoz      | Jürgen Fassbender Hans-Jürgen Pohmann                                  | 7–5, 6–1             |
| 1977      |                                    | Hans Gildemeister / Belus Prajoux contro Pavel Hutka / Vladimír Zedník | Finale non disputata |
| 1978      | Colin Dowdeswell Jürgen Fassbender | Željko Franulović Hans Gildemeister                                    | 6–3, 6–4             |
| 1979      | Carlos Kirmayr Ivan Lendl          | Jorge Andrew Stanislav Birner                                          | 6–2, 6–1             |